# Vi sjunger med Maria
Vi sjunger med Maria är en psalm med text till vers 1 till 4 samt 6 skriven av E Skeie översatt till svenska av Catharina Broomé 1984. Vers 5 är skriven av Catharina Broomé 1984. Musiken är skriven 1980 av H Gullichsen.

## Publicerad i
- Psalmer i 90-talet som nr 845 under rubriken Kyrkans år.
- Psalmer i 2000-talet som nr 935 under rubriken Kyrkans år.
- 2013 års Cecilia-psalmbok som nr 125 under rubriken Kyrkan, Ordet och Sakramenten : Maria.